# Caicedo-Yuso
Pour les articles homonymes, voir Caicedo et Yuso.
Caicedo-Yuso, est une commune ou une contrée appartenant à la municipalité de Lantarón dans la province d'Alava, située dans la Communauté autonome basque en Espagne.